# Palazzo Duchi di Santo Stefano

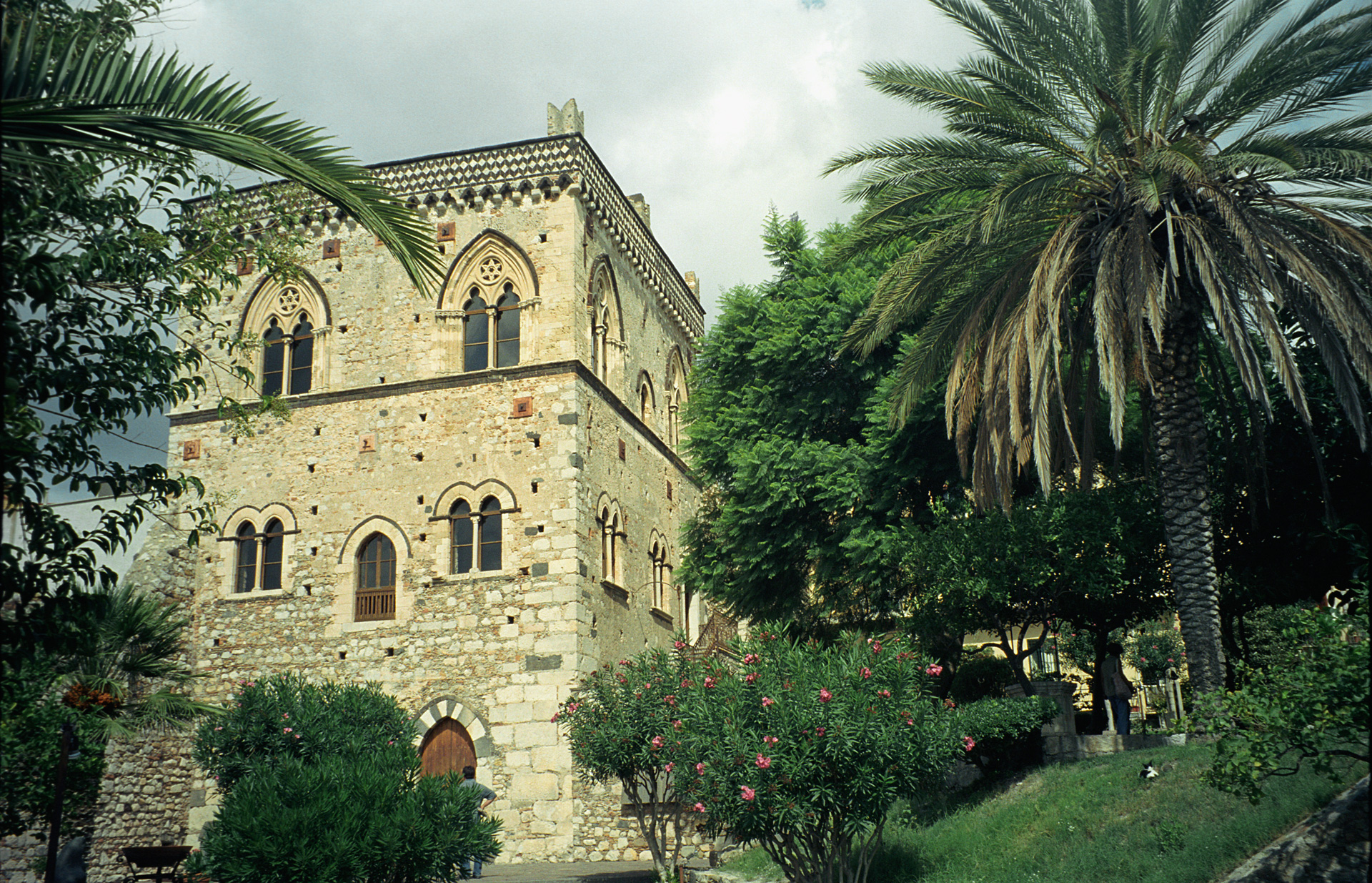
Palazzo dei Duchi di Santo Stefano in Taormina. Zicht vanuit de tuin.

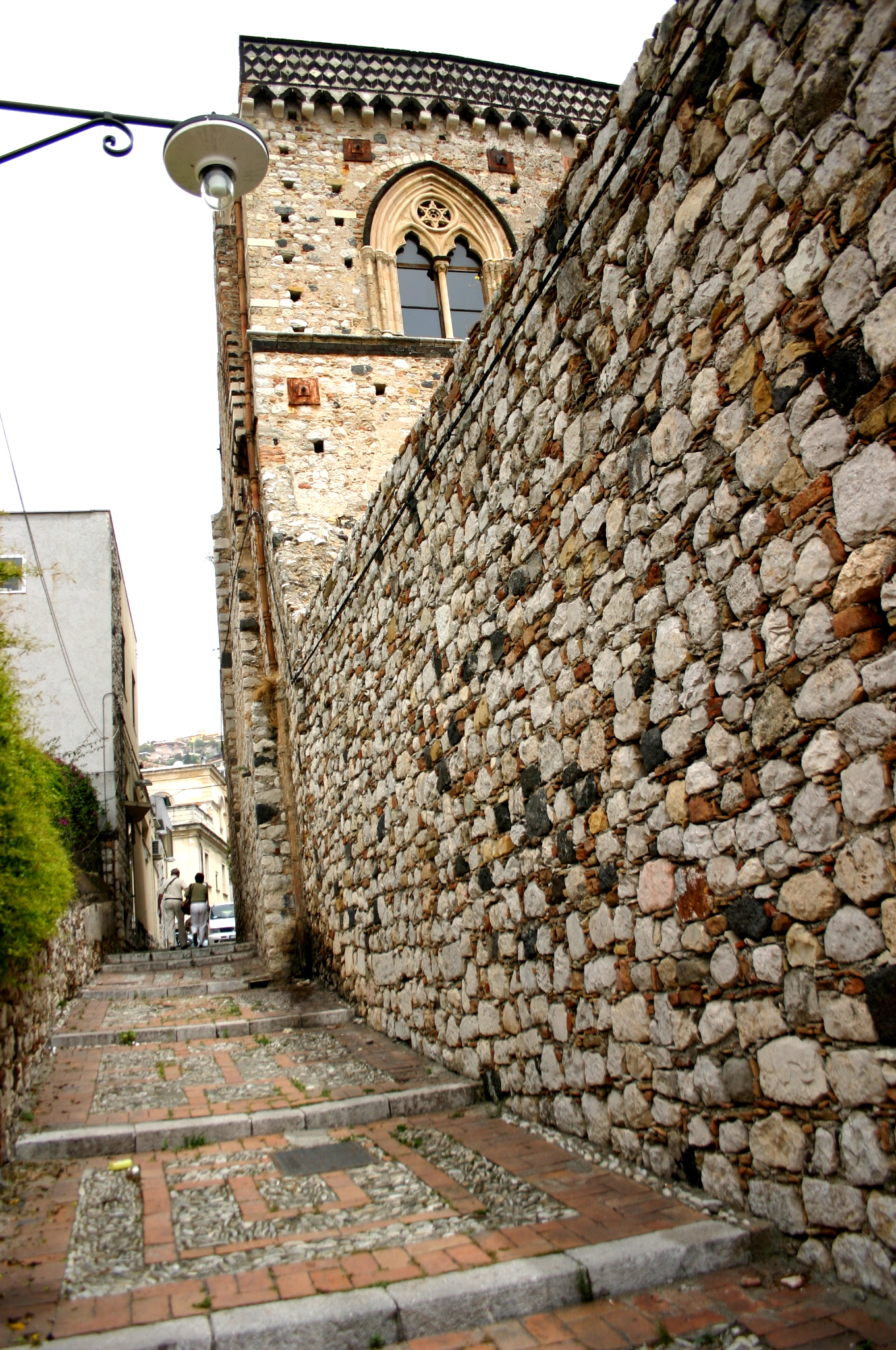
Zicht van buiten de stadsmuren

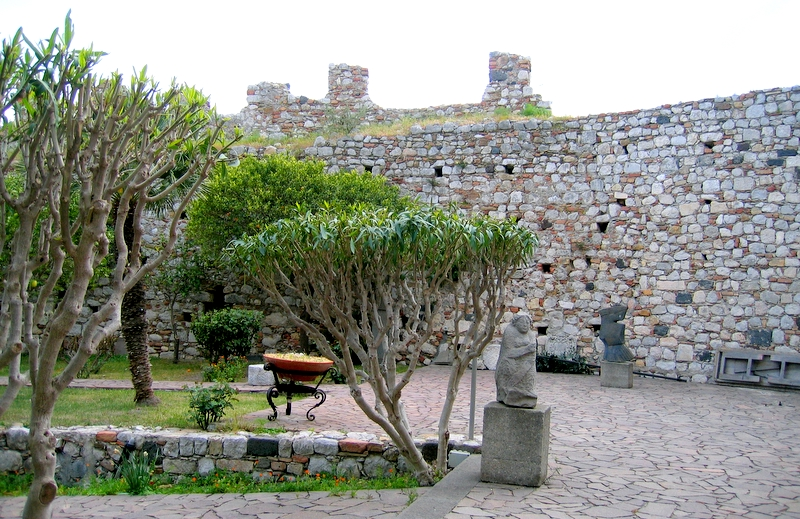
Tuin met beelden van Giuseppe Mazzullo

Het Palazzo dei Duchi di Santo Stefano of het Paleis van de hertogen van Santo Stefano di Briga staat in Taormina, op het Italiaanse eiland Sicilië. 
Het is een 20e-eeuwse reconstructie van een bouwwerk van eind 14e eeuw en begin 15e eeuw. De van Spanje afkomstige familie De Spuches of De Spucches bezat en bewoonde het eeuwenlang. Sinds 1964 is het stedelijk bezit.

## Beschrijving
De stijl van het stadspaleis is gotisch met sterke Arabo-Normandische invloed. Er zijn drie verdiepingen. 
Het is ingebed in de middeleeuwse ringmuur rond de stad Taormina. Nabij bevindt zich de Porta Messina, een van de stadspoorten. De ringmuren omsluiten de tuin van het paleis. Er is een waterput die de bewoners destijds van water voorzag. 
De hoekige uitsprong van het palazzo geeft vorm aan een façade die oostwaarts staat en een façade noordwaarts. Het zijn deze twee façades die bovenaan afgeboord zijn met versiering die op kantwerk lijkt; het effect ontstaat door zwarte lavastenen af te wisselen met ruitvormige witte stenen uit Syracuse. 
De bovenste verdieping heeft naar verhouding van de rest grote bifora. Elke bifoor is in zijn spitsboog afgewerkt met een roosvenster. De façades bovenop de stadsmuren zijn eerder sober afgewerkt. 
Binnen is er een zaal waarbij roos marmer van het Grieks theater is gebruikt als vloer.

## Historiek
De bouw vond plaats eind van de jaren 1300 en de eerste jaren van 1400. Het was het stadspaleis voor de adellijke familie De Spuches. De familie verwierf meerdere titels. Zo werden ze prins van Galati en, hertog door het huwelijk van baron Biagio De Spucches e Corvaja met barones Agata Maria Cirino Amato. Deze dame werd namelijk de eerste hertogin van Santo Stefano di Briga (1705). De nakomelingen De Spuches droegen deze hertogelijke titel verder. 
In de 18e eeuw werd een restauratie doorgevoerd. Er werd een binnentrap geplaatst om naar de bovenste verdieping te gaan; tot dan toe moesten ladders aan de buitenmuur geplaatst worden.
Op 9 juli 1943 werd het Palazzo verwoest door bombardementen door de geallieerde strijdkrachten. De regio Sicilië bekostigde de heropbouw, waarbij de Sovritendenza alla Belle Arti di Catania erop toezag dat het een getrouwe kopie werd van het middeleeuwse paleis.
In 1964 verkocht Vincenzo De Spuches het paleis aan de stad Taormina.
Sindsdien huisvest het stadspaleis de Fondazione Giuseppe Mazzullo. De schilder en beeldhouwer Mazzullo (1913-1988) was afkomstig uit Graniti, een dorp in de buurt van Taormina en Messina. Hij werkte evenwel lange tijd in Rome. Het paleis stelt meerdere beelden en schilderijen ten toon van Mazzullo.